# 카기쇼 딕카코이
카기쇼 에비던스 딕카코이(영어: Kagisho Evidence Dikgacoi, 1984년 11월 24일 ~ )는 남아프리카 공화국의 전 축구 선수이다. 현역 시절 포지션은 중앙 미드필더이다.

## 축구인 경력

### 클럽 경력
2005년부터 남아프리카 공화국 1부 리그인 프리미어 사커 리그의 골든 애로우즈에서 활약하며 주장직을 맡기도 하였다.
2009년 8월 4일 입단 테스트를 거쳐 풀럼에 입단에 합의하였다. 10월 4일 공식 데뷔전을 치렀으나 데뷔전에서 41분 만에 레드 카드를 받고 퇴장당하였다.
2011년 2월 크리스털 팰리스로 임대 이적하였다. 반 시즌의 임대 기간 동안 주전으로 활약하며 13경기에서 1골을 기록하였으며, 이 활약을 바탕으로 시즌 종료 후 60만 파운드의 이적료로 완전 이적하였다.
2014년 6월 12일 팰리스의 재계약 제의를 거절하고 카디프 시티와 3년 계약을 체결하였다.

### 대표팀 경력
2007년 5월 27일 모리셔스와의 A매치에서 대표팀 데뷔전을 치렀다. 2008년 6월 7일 열린 2010년 FIFA 월드컵 아프리카 지역 예선 적도 기니와의 경기에서는 A매치 데뷔골을 포함하여 2골을 기록하였다.
이후 2008년 아프리카 네이션스컵, 남아공 월드컵, 2013년 아프리카 네이션스컵 등에 참가하였다.